# 가일렌키르헨 NATO 공군기지
가일렌키르헨 NATO 공군기지(영어: NATO Air Base Geilenkirchen (E–3A Component), 독일어: Luftwaffenbasis Geilenkirchen)는 독일 가일렌키르헨 근처에 위치한 북대서양 조약 기구의 군용비행장이다.

## 역사
1980년 E-3A 운용을 위한 시설 공사가 시작되었다. 새로운 길이 3,000 m, 폭 45 m 활주로, 택시웨이, 관제탑, 시뮬레이터 훈련실 신축, 기존 4개 행거를 개보수했다. 1980년 1월 최초의 E-3A 요원들이 기지에 도착했다. 1980년 10월 NATO 국방 계획 위원회(NATO Defense Planning Committee (DPC))는 공군 시설에 대해 NATO 국제연합군 사령부의 지위를 부여했다.
1981년 독일 퍼싱 미사일 비행단이 가일렌키르헨 공군기지를 떠나 가일렌키르헨 북쪽으로 이전했다. 그러나 퍼싱 미사일을 지원하는 미국 제85야전포병분견대는 1991년 7월까지 가일렌키르헨 공군기지에 계속 주둔하다가 해산했다.
1982년 2월 최초의 E-3A 조기경보기가 도착했다. 1982년 3월 31일 독일은 NATO에 주 기지를 인계했다. 1982년 6월 28일 조기경보기 임무를 시작했으며, 1988년에 16대의 모든 실전배치가 완료되었다.

## E-3A 센트리
NATO 공군은 E-3A 센트리 조기경보기 16대를 공유하고 있다. 독일 가일렌키르헨 공군기지에 주둔하며, E-3A 조기경보기의 국적은 룩셈부르크에 등록했다. 사령관은 공군 준장으로, 미국 공군, 독일 공군이 번갈아 가며 사령관을 맡는다. NATO 16개국이 조기경보기를 공유하며, 민간인과 군인 3,000명이 근무한다.
영국과 프랑스는 조기경보기 공유에 불참했다. 영국 공군은 1987년 10월 E-3D 센트리 7대를 구매했고, 현재 한대가 퇴역해 6대를 사용중이다. 프랑스 공군은 영국의 E-3D와 비슷한 E-3F 센트리 4대를 1987년에 구매했다.
제2차 세계 대전의 추축국이었던 역사가 있는 서독이 독자적으로 조기경보기를 보유하는 것을 유럽 국가들이 반대해서, 공유란 이름으로 실질적으로 미국 공군이 통제를 하고 있다. 형식적으로는 북대서양 조약 기구 회원국의 국방장관들이 모두 동의해 주어야 조기경보기의 해외파병이 가능하다.
서독은 냉전 당시 소련의 핵위협 때문에, 프랑스의 협력으로 독자 핵무장을 하겠다고 선언하여 미국 정부를 긴장하게 했었다. 미국 정부는 핵무기 공유라는 이름으로 서독에 미국 핵폭탄을 제공하여, 서로 공유하는 식으로 통제를 가했다. 전략무기로 분류되는 조기경보기도 비슷한 절차를 밟았다.

## 사진첩

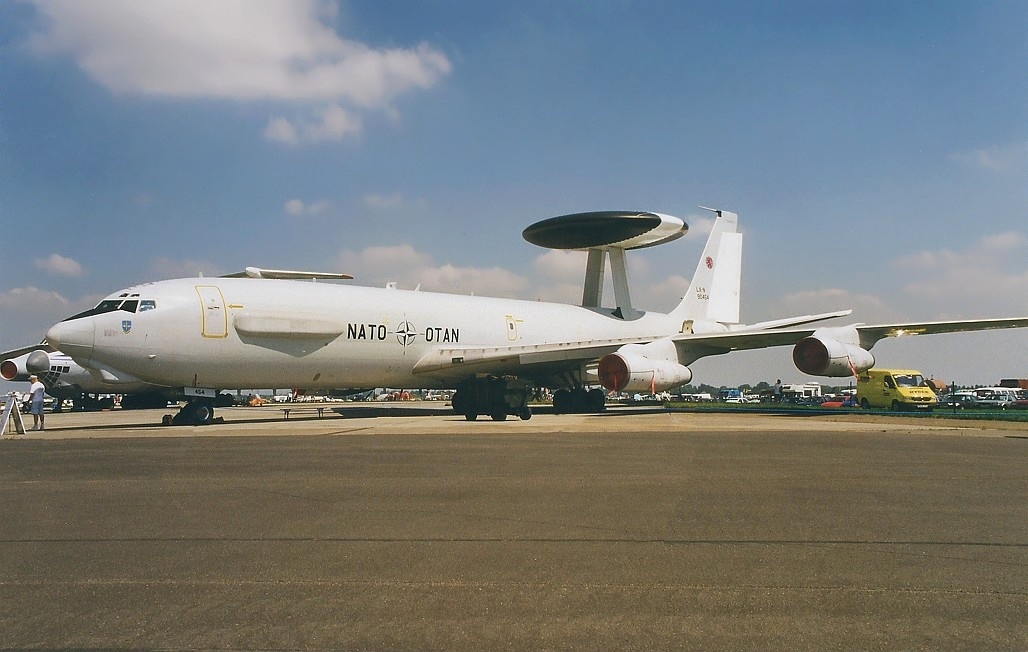
NATO 공군 E-3A 센트리 조기경보기
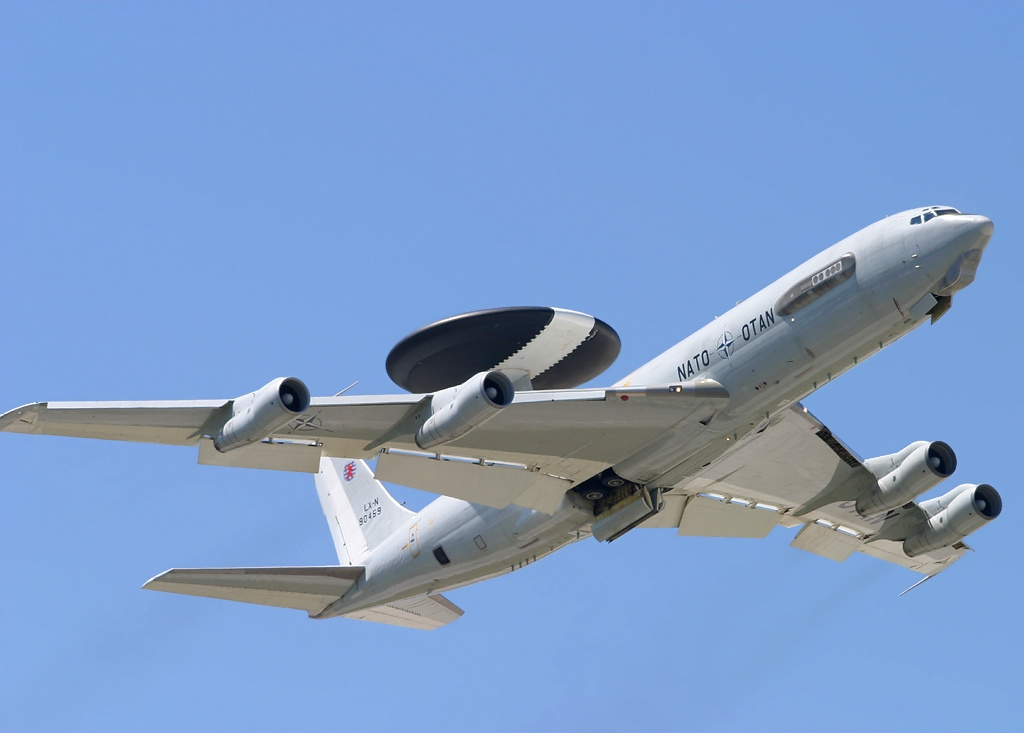
NATO 공군 E-3A 센트리 조기경보기
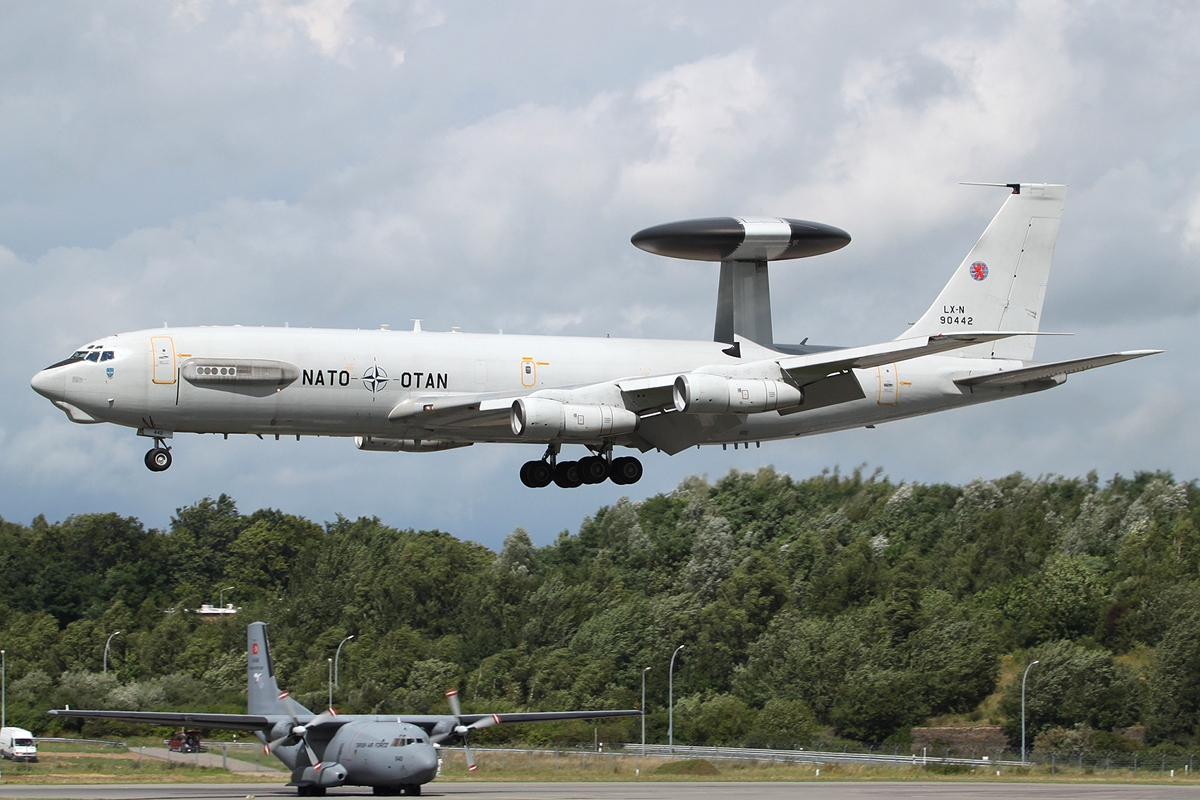
NATO 공군 E-3A 꼬리날개에 빨간색 룩셈부르크 국기가 보인다.

## 같이 보기
- E-3 센트리